# Stenus villosus
Stenus villosus är en skalbaggsart som beskrevs av Thomas Casey. Stenus villosus ingår i släktet Stenus och familjen kortvingar. Inga underarter finns listade i Catalogue of Life.